# Tumbinai Khan
Tumbinai Khan, Tumbinai Setsen Khan, im Soziolekt der Timuriden: Tumanay Khan (mongolisch Тумбинай хаан, Тумбинай сэцэн, Туманай хаан; chinesisch 敦必乃, Pinyin dūnbìnǎi; gest. ca. 1130 n.C.) war Herrscher (Khan) der Bordschigin. Er lebte in der Zeit des 11. und 12. Jahrhunderts. 

## Leben
Tumbinai wurde im 11. Jahrhundert geboren. In dieser Zeit wuchs der mongolische Einfluss schnell an. Die Liao-Dynastie in China bedrohte immer wieder die Mongolen und Tumbinai zahlte Tribut an den Kaiser. Nach seinem Tod folgte ihm sein ältester Sohn Kabul Khan und vereinigte die mongolischen Stämme zur Khamag Mongol-Konföderation. Er wurde der erste große Khan der Mongolen und besiegte die Heere der Liao.

## Nachfolgelinien
Sein Sohn und Nachfolger Kabul Khan war der Gründer der Allianz der Khamag Mongolen nach seinem Tod. Sein zweiter Sohn Khaduli Barlas einigte sich darüber mit seinem Bruder Kabul. Er selbst war der Sohn und Nachfolger von Baishinkhur Dogshin, dem Sohn von Chaidu Khan.
Auf Tumbinai gehen zwei große Herrscherlinien zurück. Durch seinen ältesten Sohn Kabul und dessen Großenkel Dschingis Khan läuft eine Linie davon zum Mongolischen Reich hin. Von dem anderen Sohn Chaduli Barlas (Хадули Барлас, Khadjuli, gest. 12. Jh.) läuft die zweite Linie über Qarachar Barlas, den Gründer der Barlas Confederation zu Temür ibn Taraghai Barlas, dem Eroberer und Gründer des Timuridenreich in Westasien, Zentralasien und Teilen Südasiens und Ostasiens. Timurs Ur-Ur-Urenkel Babur war wiederum Gründer des Mogulreiches in Südasien.